# Platypalpus grandensis
Platypalpus grandensis är en tvåvingeart som beskrevs av Chvala 1981. Platypalpus grandensis ingår i släktet Platypalpus och familjen puckeldansflugor. Inga underarter finns listade i Catalogue of Life.